# Georges Marchais
Georges Marchais (La Hoguette, 7 giugno 1920 – Parigi, 16 novembre 1997) è stato un politico francese.
Fu segretario generale del Partito Comunista Francese dal 1972 al 1994 e leader alla fine degli anni '70 della corrente riformista dell’eurocomunismo, insieme a Enrico Berlinguer e Santiago Carrillo.
Candidato alle elezioni presidenziali del 1981, decise di far partecipare il PCF nel primo governo di François Mitterrand. Lasciò la segreteria nel 1994, e gli successe Robert Hue.

## Biografia
Era il figlio unico di René Marchais (1886-1930), operaio in una cava, e di Germaine Boscher (1889-1974), vedova di guerra.
Nato in una famiglia molto cattolica, fu reclutato poco prima della Seconda guerra mondiale per lavorare come operaio nell'industria militare aeronautica francese. Dopo l'armistizio concluso fra il maresciallo Pétain e Hitler, fu reclutato come volontario nell'industria aeronautica del Terzo Reich, che aveva invaso la Francia nel 1940. I vecchi bolscevichi (Charles Tillon) biasimarono Georges Marchais per questo quando li escluse dal Partito comunista.
Segretario della sezione della Confederazione generale del Lavoro (CGT) d'Issy-les-Moulineaux nel 1946, divenne membro del Partito comunista dal 1947 e, grazie alla stima che l'allora segretario nazionale del partito Maurice Thorez provava nei suoi confronti, iniziò la sua ascesa all'interno del PCF, in cui entrò nel comitato centrale nel 1956 e nel comitato politico nel 1959.
Segretario generale aggiunto del partito, sostituì spesso il segretario Pierre Waldeck Rochet, gravemente malato, fino a diventarne vicesegretario nel 1970 e a prenderne il posto due anni dopo. Deputato nazionale a partire dal 1973 (ed in seguito ininterrottamente rieletto) sostenne la candidatura del socialista François Mitterrand alle elezioni presidenziali del 1974, ma tre anni dopo ruppe il patto di alleanza di sinistra formalizzato nel cosiddetto "Programma comune". Candidato per il suo partito alle elezioni presidenziali del 1981, raccolse circa il 15% dei consensi: nel secondo turno decise che, ufficialmente, il suo partito avrebbe sostenuto Mitterrand. Il PCF entrò poi nel governo Mitterrand con 4 ministri.
Georges Marchais in qualità di segretario politico si distinse in quanto comunista ortodosso e marxista-leninista convinto. Aderì all'eurocomunismo nel 1977 insieme al collega italiano Enrico Berlinguer e a quello spagnolo Santiago Carrillo, ma ciò non gli impedì di dichiararsi spesso allineato con la linea politica sovietica. Non frenò il declino del PCF: dopo la caduta del muro di Berlino alcuni iscritti del PCF gli chiesero una seria autocritica e una profonda riflessione sulle future prospettive politiche. Non soddisfatti dalla sua reazione, questa corrente moderata del partito operò una scissione guidata da Pierre Juquin.
Alle elezioni presidenziali del 1988 il PCF ottenne solo il 6,8% dei voti, mentre Juquin ottenne il 3,3% delle preferenze. Questa scissione contribuì a causare una forte crisi all'interno del movimento, anche perché Marchais fu accusato di non aver fatto nulla per evitarla.
Dopo la modifica dello statuto che permetteva di abbandonare il principio del "centralismo democratico" nell'organizzazione del partito, nel 1994 fu sostituito alla direzione del PCF da Robert Hue. Hue fu appoggiato da Marchais alle elezioni presidenziali del 1995, in cui ottenne l'8,6% dei voti (la corrente scissionistica era nel frattempo rientrata). Georges Marchais morì due anni dopo nell'ospedale Lariboisière a causa di un problema cardiaco.
Personaggio politico tutto d'un pezzo che faceva della serietà e dell'onestà i suoi punti di forza, Marchais era noto per il suo rispetto per la legalità ("Ct'un scandaaaale", "Questo è uno scandalo", diceva quando notava qualcosa di poco chiaro) e per i modi di fare schietti, a volte bruschi, che furono ripresi in forma di parodia dal comico francese Thierry Le Luron. Ebbe anche una curiosa lite verbale con il giornalista Jean-Pierre Elkabbach.

## Opere
Marchais accompagnò la sua carriera politica ad un'intensa attività letteraria. Ecco la sua bibliografia completa in lingua madre:
- Les Communistes et les Paysans (1972)
- Le défi démocratique (1973)
- La politique du PCF (1974)
- Communistes et/ou chrétiens (1977)
- Parlons franchement (1977)
- Réponses (1977)
- L'espoir au présent (1980)
- Démocratie (1990)